# Leslie Palmer
Leslie Palmer (17 juni 1910) is een Brits voormalig waterpolospeler.
Leslie Palmer nam als waterpoloër eenmaal deel aan de Olympische Spelen; in 1936. In 1936 maakte hij deel uit van het Britse team dat achtste werd. Hij speelde één wedstrijd.
Leslie Ablett · 
Ernest Blake · 
David Grogan · 
William Martin · 
David McGregor · 
Frederick Milton · 
Robert Mitchell · 
Alfred North (G) ·
Leslie Palmer · 
Reginald Sutton · 
Edward Temme